# 3181 Ahnert
Ahnert (asteróide 3181) é um asteróide da cintura principal, a 2,0852567 UA. Possui uma excentricidade de 0,0646259 e um período orbital de 1 215,79 dias (3,33 anos).
Ahnert tem uma velocidade orbital média de 19,94828956 km/s e uma inclinação de 3,95905º.
Este asteróide foi descoberto em 8 de Março de 1964 por Freimut Börngen.